# 2532 Sutton
A 2532 Sutton (ideiglenes jelöléssel 1980 TU5) a Naprendszer kisbolygóövében található aszteroida. Carolyn Shoemaker fedezte fel 1980. október 9-én.